# جون هايز (سياسي أسترالي)
جون هايز (بالإنجليزية: John Hayes)‏ هو سياسي أسترالي، ولد في 21 أبريل 1868 في أستراليا، وتوفي في 12 يوليو 1956 في لاونسستون في أستراليا. حزبياً، نشط في Nationalist Party (Australia) ‏.

## مناصب
- انتخب عضو مجلس نواب تسمانيا عن دائرة Division of Bass (state) [الإنجليزية]‏ (23 يناير 1913 – 12 سبتمبر 1923).
- انتخب President of the Senate (Australia) [الإنجليزية]‏ (1 يوليو 1938 – 30 يونيو 1941).
- انتخب Premier of Tasmania [الإنجليزية]‏ (12 أغسطس 1922 – 14 أغسطس 1923).
- انتخب عضو مجلس الشيوخ الأسترالي [الإنجليزية]‏ عن دائرة Tasmania ‏ (12 سبتمبر 1923 – 30 يونيو 1947).